# وین اونز
وین اونز (به انگلیسی: Gwynne Evans) (زادهٔ ۳ سپتامبر ۱۸۸۰) شناگر اهل ایالات متحده آمریکا است.